# Tsáchila
Gli Tsáchila sono un popolo indigeno che vive nelle province di Santo Domingo de los Tsáchilas e di Esmeraldas in Ecuador.

## Tradizioni
Gli uomini vestono semplicemente con un mantello e un gonnellino, gli indumenti delle donne sono maggiormente colorati e decorati con frange.

### Leggenda sull'origine degli ornamenti
Gli uomini di questo gruppo etnico sono facilmente distinguibili per i vestiti che portano e per la propria pettinatura, che consiste nel tagliarsi i capelli completamente nelle zone temporali e lasciare alla fine una sorta di caschetto nella parte superiore della testa.
Utilizzano grassi animali e il frutto di achiote per colorare i capelli di rosso. Questa usanza deriva da una tradizione che narra di un santone del passato che, per curare un'epidemia, venne guidato da uno spirito verso una pianta di achiote e spinto a coprirsi interamente con il succo del frutto. Dopo vari giorni i casi di morte diminuirono e venne così portata avanti la tradizione di coprirsi col succo di questo frutto.
Gli Tsachilas si dedicano soprattutto alla raccolta di frutta e di medicine naturali, queste ultime usate da tempi remoti per curare varie malattie, quando non esistevano altre medicine. Gli ecuadoriani riconoscono che questi indigeni sono perfetti conoscitori di queste medicine alternative e naturali.

## Lingua
Gli Tsáchilas parlano una lingua denominata tsafiki o tsáchila.

## Storia
Dall'epoca coloniale, gli Tsáchilas vennero chiamati "Colorados" dagli stranieri, spagnoli in particolar modo, per via dei capelli tinti di rosso e al vestiario colorato. In onore di questo popolo la città di Santo Domingo de los Colorados, dove peraltro vive la maggioranza di questo popolo indigeno, prese il suo nome attuale.